# Bagisara praecelsa
Bagisara praecelsa là một loài bướm đêm thuộc họ Noctuidae. Loài này có ở Texas và miền bắc México.
Sải cánh dài khoảng 30 mm.